# Ески капия (Кавала)
Ески капия (на гръцки: Παλιά Πύλη, старо Εσκί Καπί, на турски: Eski Kapu, в превод съответно от гръцки и турски и двете означават Стара порта) е археологически обект, крепост край село Халкеро (Кьосе Еляз), Кавалско, Гърция.

## Местоположение
Развалините са разположени на едноименния връх югоизточно от Халкеро и североизточно от Кавала.

## История
Крепостта е преградна стена (диатейхизма) – укрепление, което не е затворено, а е стена, която блокира отвор между две физически прегради. Под хълма Ески капия минава съвременната магистрала Егнатия Одос. Античният път Виа Егнация вероятно е следвал същия маршрут, но с повече завои и е минавала през малък проход. Крепостната стена е със сигурност свързана с тази древна пътна ос, свързваща Изтока със Запада. Едната хипотеза за предназначението ѝ е охрана на прохода, но пък стената не го затваря напълно, оставя пространство и така наличието на порта е излишно. Също така диатейхизма на Виа Егнация е нещо необичайно. Втората хипотеза е защита на пътя от издигната точка – крепостният вал е блокирал подхода към ръба на хълма, откъдето група разбойници или мародери биха могли да нападнат от засада пътниците от Егнация в уязвима позиция.

## Описание
Ески капия е издължено, право укрепление, състоящо се от две успоредни стени с дебелина от 0,75 m до 0,80 m всяка, защитаващи вътрешен коридор с ширина 1,0 m до 1,5 m. Дължината на укреплението е около 250 m. Запазено е на височина от 0,5 m до 3,5 m.
В северния край на стената е запазена основата на четиристранна кула, като е много възможно подобна кула да е съществувала и в южния ѝ край. Двете кули в краищата позволяват по-добро наблюдение на района, осигуряват допълнителна защита на крепостната стена и подслон на гарнизона. От южната кула обаче няма следи. Няма и останки от порта, която логично да е някъде по средата. Вместо това около средата има каменни стъпала, които се изкачват по стената от двете страни. Укреплението може да се заобиколи от двете страни, макар и трудно. Няма признаци за разширение на стената извън размерите, които се виждат днес.
По отношение на датирането на укреплението, професор Костас Цурис в „Археологико Делтио“ № 53, 1998 година счита – с много резерви – че най-вероятната дата на построяването е IV или V век, време, когато нашествията на варварите стават много сериозен проблем.
Съвсем близо укреплението, на 80 m на запад е османската Ески капия кула. На 5 km по на запад е Стената на Христополис, градеж от началото на XIV век, с подобна цел: контрол на движението по оста на пътя Изток-Запад. Тези две съседни укрепления са единствените известни стени на Виа Егнация.